# Sachini Ranasinghe
Sachini D. Wijenusandra Ranasinghe (Tamil சச்சினி ரணசிங்க, beim Weltschachbund FIDE S D Ranasinghe; * 23. Juni 1994) ist eine sri-lankische Schachspielerin. Sie ist die erste Schachspielerin mit dem Titel Internationale Meister der Frauen (WIM) Sri Lankas und fünfmalige Gewinnerin der sri-lankischen Einzelmeisterschaft der Frauen.

## Leben
Sachini Ranasinghe besuchte den Karpov Chess Club im russischen Kulturzentrum in Colombo. Sie besuchte bis 2013 das Musaeus College, eine nach Marie Musaeus Higgins benannte private Mädchenschule in Colombo. Am Musaeus College ist sie Schachtrainerin.

## Erfolge
2009 konnte sie in Colombo zum ersten Mal die sri-lankische Einzelmeisterschaft der Frauen mit 12,5 Punkten aus 14 Partien gewinnen. Erneut sri-lankische Meisterin wurde sie 2011 in Katubedda, Moratuwa, diesmal mit 12 Punkten aus 13 Partien. Zum dritten Mal gewann sie die Frauenmeisterschaft 2012 in Colombo, zum vierten Mal 2013 mit 12 Punkten aus 13 Partien ebenfalls in Colombo. Erneut wurde sie sri-lankische Einzelmeisterin 2022, als sie in Colombo die Meisterschaft mit 9 Punkten aus 13 Partien gewann.
2011 gewann sie das Zonenturnier der Frauen in Colombo vor der Akter Liza Shamima und erhielt dafür den Titel Internationaler Meister der Frauen (WIM). Sie qualifizierte sich mit dem Gewinn des Zonenturniers für die Schachweltmeisterschaft der Frauen 2012 in Chanty-Mansijsk, bei der sie in der ersten Runde mit 0:2 gegen Hou Yifan verlor.
Für die sri-lankische Frauennationalmannschaft spielte Sachini Ranasinghe bei der Asienmeisterschaft 2008 in Visakhapatnam am zweiten Brett sowie bei den Asienmeisterschaften 2009 in Kolkata und 2016 in Abu Dhabi am Spitzenbrett. In Abu Dhabi erzielte sie jeweils einen halben Punkt gegen die Vietnamesin IM Phạm Lê Thảo Nguyên und die Usbekin WGM Nafisa Mo‘minova. Bei der Schacholympiade der Frauen 2010 in Chanty-Mansijsk erzielte sie am Reservebrett ein ausgeglichenes Ergebnis von 4,5 aus 9. Bei der Schacholympiade 2016 in Baku spielte sie in der Frauennationalmannschaft am Spitzenbrett. Bei der Schacholympiade 2018 in Batumi hatte sie mit 6,5 Punkten aus 11 Partien am dritten Brett ein positives Ergebnis.
Ihre höchste Elo-Zahl war 1913 im März 2012.